# 濱岸ひより
濱岸 ひより（はまぎし ひより、2002年〈平成14年〉9月28日 ‐ ）は、日本のファッションモデル、女優、元アイドルであり、女性アイドルグループ日向坂46の元メンバー、『with』の専属モデル、『andGIRL』のレギュラーモデルである。福岡県出身。ホリプロ所属。

## 略歴
2017年（平成29年）8月13日、『けやき坂46 追加メンバー募集オーディション』に合格し、翌々日の15日に同オーディション合格者として披露された。
2019年（平成31年 / 令和元年）2月11日、自身の所属グループであるけやき坂46が日向坂46に改称された。同年6月21日、体調不良が続いていたため、活動を休止して休養することを発表した。
2020年（令和2年）1月7日、4thシングルからの活動再開を発表した。同年2月4日と5日に横浜アリーナにて開催された『日向坂46×DASADA LIVE＆FASHION SHOW』より、ステージに復帰している。
2021年（令和3年）9月13日、女性ファッション誌『with』（講談社）の専属モデルに就任することが発表された。19歳の誕生日を迎える同月28日発売の11月号から登場している。
2022年（令和4年）9月28日に自身のInstagramアカウントを開設した。
2023年（令和5年）1月25日から1月31日と2月4日・5日の9日間公演された、舞台『オッドタクシー 金剛石は傷つかない』に和田垣さくら役として出演した。同年3月7日からは、女性ファッション誌『andGIRL』（主婦の友社）の2023年春号から同誌のレギュラーモデルに起用されている。
2024年（令和6年）8月6日、自身の公式ブログにて、同年9月18日発売の12thシングル『絶対的第六感』の活動をもって、日向坂46を卒業することを発表した。同年12月3日には、1st写真集『もしも』（主婦の友社）が発売された。同年12月5日、マリンメッセ福岡にて開催された日向坂46の全国ツアー『Happy Magical Tour 2024』の福岡公演内で、卒業セレモニーが実施された。
2025年（令和7年）5月1日、ホリプロへの所属と、ファンクラブ「HiyoLab」の発足を発表した。

## 人物
愛称は、ひよたん、たんちゃん、ひよちぃ。「ひよたん」とは生まれた頃から呼ばれているという。
自身の性格について、おしゃべり、面倒くさがりであると述べている。また、アイドル活動を行う前から「誰も気にしないような些細なことで落ち込んでは泣いているタイプ」であったと明かしているが、グループに所属してからさらにネガティブモードが進んでしまったと語っている。その打開策として、ある時から「人生、イージーモード」と心の中で唱えるようになったという。また、ネガティブな思考を脱するためにチャラいキャラを演じることもあるという。
日向坂46のメンバーからは気遣いのできる優しい人柄だと評されている。同メンバー3期生の上村ひなのは、「私がけやき坂46に入りたての頃、『ひよたんって呼んでいいよ！』『タメ口でいいよ！』と、私が3期生一人でも過ごしやすいように提案して下さったのがひよたんさんでした。私はその優しさに安心して、けやき坂46加入直後の緊張をすぐに解く事が出来たのだと思います」と濱岸の一面を明かしている。

### 交友関係
舞台『オッドタクシー 金剛石は傷つかない』で共演した≠MEの鈴木瞳美と仲が良く、共にスノーボードに行ったことを明かしている。また、かつて欅坂46に所属していた今泉佑唯は、自身が初めて話した同グループのメンバーであるといい、アドバイスを受けたり、プライベートで食事に行くなどの交流があった。

### 嗜好・趣味
中学生時代まではスライムで遊ぶことを好んでいたが、本人は卒業したと述べている。
好きな食べ物として、トマト、チーズ、餃子、牛タンを挙げている。反対に嫌いな食べ物としては、ピーマン、ゴーヤ、キノコ類、イカ、タコ、エビ、レタス、レバー、グリーンピースを挙げている。
宝塚歌劇団が好きであると度々語っており、日帰りで宝塚大劇場まで足を運ぶこともあるという。小学生の頃、母親に連れられて見に行った『THE ENTERTAINER！』を鑑賞したことがきっかけで好きになった。歩き方、仕草、細かな表情など、男役の完成された世界観が特に好きであるという。好きな劇団員として太凰旬、柚香光、聖乃あすかを挙げている。
犬が大好きで、癒しの時間はトイプードルの愛犬・ルノンと遊んでいる時だという。犬の名前は濱岸自身が名付けた。
好きな漫画・アニメは『BANANA FISH』『地獄楽』『鬼滅の刃』。また、『僕のヒーローアカデミア』も好きで、原画展『僕のヒーローアカデミア展 DRAWING SMASH』のPRイベントに登壇した経験もある。
好きなキャラクターとしてハンギョドンを挙げている。

### 特技
特技としてクラシックバレエを挙げている。自身の姉がバレエを習っていたことから、3歳からバレエを始めたといい、小学校の卒業文集では将来の夢に「バレエの先生になりたい」と書いたと語っている。

### けやき坂46・日向坂46
ペンライトカラーは、    ホワイト ×     オレンジ。
キャッチコピーは、「高身長 最年少 福岡出身 中学3年生 15歳 濱岸ひよりです」。
元々可愛い女の子を見るのが好きでよく雑誌を見ていたところ、長濱ねるに辿り着いたという。長濱は当時けやき坂46に所属しており、これがきっかけで同グループを知り、グループ全員の方向性が1つに向かっている同グループの世界観と表現力が好きになったと語っている。これが『けやき坂46 追加メンバー募集オーディション』に応募する動機になっている。
本人曰く「（自身は）グループではかまちょ担当です。メンバーにも絡みにいっちゃいます」とのこと。また、グループ内で一番自分勝手であると自覚しているといい、自身のグループ内でのキャラを「大食い自由人」と表現している。
グループが最も好きなMVとして、「期待していない自分」、好きな楽曲として「ドレミソラシド」を挙げている。
同期生で同じく地方出身の河田陽菜と仲が良く、楽屋ではごっこ遊びなどをするなどしている。また、気分が落ちているときに励ましてくれるといい、アイドルを続けられているのは河田のおかげだという。本人曰く、河田は「言葉では言い表せないほど大切な存在」。
1期生の佐々木美玲に対して信頼を寄せており、「母」と慕っている。また、佐々木も濱岸のことを「娘」と呼んでいることから、佐々木のことを「お母さん」のように慕う「みーぱんファミリー」と呼ばれるユニットに河田陽菜と、3期生の山口陽世と共に所属している。濱岸が活動休止していた際には佐々木が精神的な支えになっていたといい、活動再開後、濱岸は「みーぱんさんがいなかったら戻れなかったかもしれない」と述べている。
1期生の齊藤京子のことを「アイドルとしても人間としても憧れている」という理由で自身のヒーローとしてあげており、齊藤を「パワースポット的存在」と表現している。また、齊藤と一緒にいると、ちょっとしたことでも永遠に笑っていられるという。一方、齊藤も濱岸のことを「ひよたんっていう人、存在が私の笑顔の源です」と明かしており、「友達」と表現している。1期生の潮紗理菜が齊藤に対し、「ひよたんって、京子のこと本当に好きなんだよ」と伝えたといい、それを聞いた齊藤は嬉しくて泣いてしまった。その様子を見ていた濱岸も泣いてしまったという。
2期生の金村美玖と小坂菜緒は、濱岸と同じ2002年生まれであり、同級生トリオの名称を「2002年組」としている。

## 作品

### シングル
けやき坂46
- NO WAR in the future（2017年10月25日、SRCL-9583/4）- EAN 4547366331646。
- 半分の記憶（2018年3月7日、SRCL-9744）- EAN 4547366350302。
- ハッピーオーラ（2018年8月15日、SRCL-9924/5）- EAN 4547366371086。
- 君に話しておきたいこと（2019年2月27日、SRCL-9985/6）- EAN 4547366383324。
- 抱きしめてやる（2019年2月27日、SRCL-9985/6）- EAN 4547366383324。

日向坂46
- キュン（2019年3月27日、SRCL-11121/7）- EAN 4547366399219。
- JOYFUL LOVE（2019年3月27日、SRCL-11121/7）- EAN 4547366399219。
- ときめき草（2019年3月27日、SRCL-11125/6）- EAN 4547366399233。
- 沈黙が愛なら（2019年3月27日、SRCL-11127）- EAN 4547366399240。
- ドレミソラシド（2019年7月17日、SRCL-11220/6）- EAN 4547366412871。
- キツネ（2019年7月17日、SRCL-11220/6）- EAN 4547366412871。
- Dash&Rush（2019年7月17日、SRCL-11226）- EAN 4547366412901。
- ソンナコトナイヨ（2020年2月19日、SRCL-11450/6）- EAN 4547366442526。
- 青春の馬（2020年2月19日、SRCL-11450/6）- EAN 4547366442526。
- 君のため何ができるだろう（2020年2月19日、SRCL-11456）- EAN 4547366442557。
- 君しか勝たん（2021年5月26日、SRCL-11794/802）- EAN 4547366504392。
- 声の足跡（2021年5月26日、SRCL-11794/802）- EAN 4547366504392。
- 世界にはThank you!が溢れている（2021年5月26日、SRCL-11800/1）- EAN 4547366504422。
- 膨大な夢に押し潰されて（2021年5月26日、SRCL-11802）- EAN 4547366504439。
- ってか（2021年10月27日、SRCL-11941/9）- EAN 4547366527520。
- 何度でも何度でも（2021年10月27日、SRCL-11941/9）- EAN 4547366527520。
- 思いがけないダブルレインボー（2021年10月27日、SRCL-11941/2）- EAN 4547366527520。
- 酸っぱい自己嫌悪（2021年10月27日、SRCL-11947/8）- EAN 4547366527551。
- アディショナルタイム（2021年10月27日、SRCL-11949）- EAN 4547366527568。
- 僕なんか（2022年6月1日、SRCL-12140/8）- EAN 4547366557145。
- 飛行機雲ができる理由（2022年6月1日、SRCL-12140/8）- EAN 4547366557145。
- 恋した魚は空を飛ぶ（2022年6月1日、SRCL-12146/7）- EAN 4547366557183。
- もうこんなに好きになれない（2022年6月1日、SRCL-12140/1）- EAN 4547366557145。
- 知らないうちに愛されていた（2022年6月1日、SRCL-12148）- EAN 4547366557176。
- 月と星が踊るMidnight（2022年10月26日、SRCL-12320/8）- EAN 4547366583045。
- HEY!OHISAMA!（2022年10月26日、SRCL-12320/8）- EAN 4547366583045。
- 一生一度の夏（2022年10月26日、SRCL-12328）- EAN 4547366583076。
- One choice（2023年4月19日、SRCL-12490/8）- EAN 4547366612684。
- 恋は逃げ足が早い（2023年4月19日、SRCL-12490/8）- EAN 4547366612684。
- You’re in my way（2023年4月19日、SRCL-12492/3）- EAN 4547366612691。
- 友よ 一番星だ（2023年4月19日、SRCL-12498）- EAN 4547366612714。
- Am I ready?（2023年7月26日、SRCL-12610/8）- EAN 4547366625868。
- 接触と感情（2023年7月26日、SRCL-12610/1）- EAN 4547366625868。
- 君は逆立ちできるか？（2023年7月26日、SRCL-12614/5）- EAN 4547366625882。
- ガラス窓が汚れてる（2023年7月26日、SRCL-12618）- EAN 4547366625899。
- 錆つかない剣を持て！（2024年5月8日、12860/8）- EAN 4547366670318。
- 僕に続け（2024年5月8日、SRCL-12868）- EAN 4547366670301。
- 君を覚えてない（2024年9月18日、SRCL-13000/8）- EAN 4547366698114。
- 雪は降る 心の世界に（2024年9月18日、SRCL-13000/1）- EAN 4547366698152。

### アルバム
けやき坂46
- 走り出す瞬間（2018年6月20日、SRCL-9825/9）- EAN 4547366358575。

日向坂46
- ひなたざか（2020年9月23日、SRCL-11580/4）- EAN 4547366470109。
- 脈打つ感情（2023年11月8日、SRCL-12720/6）- EAN 4547366647020。

### 未収録楽曲
- HELL ROSE：チョコラショコラ（ドラマ『声春っ！』劇中に登場するアイドルユニット）（東村芽依・河田陽菜・濱岸ひより）[64]。

### 映像作品
- けやき坂46 2期生特典映像（2018年3月7日）- EAN 4547366350296。
- ひらがな武道館 〜Day3 Special Selection〜（2018年6月20日）- EAN 4547366358575。
- ひらがな全国ツアー2017 Live&Documentary（2018年6月20日）- EAN 4547366358582。
- Re:Mind（2018年7月4日）- EAN 4517331041733、EAN 4517331041726。
- 小林由依×濱岸ひより 自撮りTV（2018年8月15日）- EAN 4547366371086。
- KEYABINGO!4 ひらがなけやきって何?（2018年11月9日）- EAN 4988021716512、EAN 4988021147545。
- けやき坂46ストーリー 〜ひなたのほうへ〜（2019年3月27日）- EAN 4547366399233。
- はじめて心霊スポットに行ってみた（2019年7月17日）- EAN 4547366412871。
- HINABINGO!（2019年11月22日）- EAN 4988021717656、EAN 4988021148740。
- 日向坂46 大富豪No.1決定戦（2020年2月19日）- EAN 4547366442526、EAN 4547366442533、EAN 4547366442540。
- HINABINGO!2（2020年4月3日）- EAN 4988021718011、EAN 4988021140089。
- 日向坂46デビューカウントダウンライブ!! in 横浜アリーナ 〜けやき坂46 LAST LIVE〜（2020年9月23日）- EAN 4547366470109。
- 日向坂46デビューカウントダウンライブ!! in 横浜アリーナ 〜日向坂46 FIRST LIVE〜（2020年9月23日）- EAN 4547366470116。
- 3年目のデビュー（2021年1月20日）- EAN 4517331070719、EAN 4517331070726。
- 〜ひらがな推し〜「としちゃんと愉快な仲間たち編」（2021年3月31日）- EAN 4547366499780。
- 〜ひらがな推し〜「京子さん、何してんですか編」（2021年3月31日）- EAN 4547366499803。
- 〜ひらがな推し〜「日向のバラエティ女王誕生編」（2021年3月31日）- EAN 4547366499810。
- 〜ひらがな推し〜「パンの鉄砲を撃ちますよ編」（2021年3月31日）- EAN 4547366499797。
- 〜ひらがな推し〜「あだ名がおたけになりました編」（2021年3月31日）- EAN 4547366499773。
- ひよタンバリン（2021年5月26日）- EAN 4547366504415。
- 声春っ!（2021年9月15日）- EAN 4988021718714、EAN 4988021140959。
- ひなたの夏休み（2021年10月27日）- EAN 4547366527520。
- 〜ひらがな推し〜初ガツオを推すしかない編（2022年1月1日）- EAN 4547366540796。
- 〜ひらがな推し〜好きな人いるの?ニブだよ編（2022年1月1日）- EAN 4547366540772。
- 〜ひらがな推し〜ヘビーリトルトゥース誕生編（2022年1月1日）- EAN 4547366540765。
- 〜ひらがな推し〜埼玉と春日が生んだ怒涛の起爆剤編（2022年1月1日）- EAN 4547366540789。
- 〜ひらがな推し〜いつでもどこでも変化球編（2022年1月1日）- EAN 4547366540758。
- ひなたのバス旅（2022年6月1日）- EAN 4547366557152、EAN 4547366557183。
- 日向坂46 3周年記念MEMORIAL LIVE 〜3回目のひな誕祭〜 in 東京ドーム（2022年7月20日）- EAN 4547366568318、EAN 4547366568301。
- 渡邉美穂 卒業セレモニー（2022年10月26日）- EAN 4547366583045、EAN 4547366583052。
- 希望と絶望（2022年12月21日）- EAN 4550450021729、EAN 4550450021736。
- 〜日向坂で会いましょう〜加藤史帆のバーベキューで会いましょう（2023年1月1日）- EAN 4547366595888。
- 〜日向坂で会いましょう〜佐々木久美の野球で会いましょう（2023年1月1日）- EAN 4547366595901。
- 〜日向坂で会いましょう〜金村美玖のオードリーに会いましょう（2023年1月1日）- EAN 4547366595895。
- 〜日向坂で会いましょう〜小坂菜緒のヒットキャンペーンで会いましょう（2023年1月1日）- EAN 4547366595918。
- 〜日向坂で会いましょう〜丹生明里の団体戦で会いましょう（2023年1月1日）- EAN 4547366595925。
- 舞台「オッドタクシー 金剛石は傷つかない」（2023年6月14日）- EAN 4524135111937、EAN 4524135111913。
- Happy Smile Tour 2022（2023年4月19日）- EAN 4547366612684、EAN 4547366612691。
- W-KEYAKI FES. 2022（2023年7月26日）- EAN 4547366625868、EAN 4547366625875。
- 日向坂46 4周年記念MEMORIAL LIVE 〜4回目のひな誕祭〜 in 横浜スタジアム（2023年9月13日）- EAN 4547366634235、EAN 4547366634228。
- 日向坂46「Happy Train Tour 2023」in 大阪城ホール（2023年11月8日）- EAN 4547366647020、EAN 4547366647037。
- ひらがなくりすます2018 & ひなくり2019〜2022 Complete Box（2023年12月24日）- EAN 4547366655889。
- 〜日向坂で会いましょう〜齊藤京子の野球を好きになりましょう（2024年1月31日）- EAN 4547366660821。
- 〜日向坂で会いましょう〜佐々木美玲のおひさまたちを釣りましょう（2024年1月31日）- EAN 4547366660791。
- 〜日向坂で会いましょう〜河田陽菜の秋頃に会いましょう（2024年1月31日）- EAN 4547366660784。
- 〜日向坂で会いましょう〜松田好花のリトルトゥースになりましょう（2024年1月31日）- EAN 4547366660807。
- 〜日向坂で会いましょう〜上村ひなのの三期生に出会いましょう（2024年1月31日）- EAN 4547366660814。
- 齊藤京子卒業コンサート & 5回目のひな誕祭 in 横浜スタジアム（2024年7月24日）- EAN 4547366690101。
- 11th Single ひなた坂46 LIVE 〜Director's Cut Collections〜（2024年9月18日）- EAN 4547366698114、EAN 4547366698121、EAN 4547366698145、EAN 4547366698152。
- Behind the scenes of 11th Single ひなた坂46 LIVE（2024年9月18日）- EAN 4547366698138。
- BEST MUSIC VIDEO COLLECTION 2015-2024（2024年12月3日）- EAN 4547366713909。
- 〜日向坂で会いましょう〜新年早々バトりましょう（2025年4月9日）- EAN 4547366731361。
- 〜日向坂で会いましょう〜OBKを炙り出しましょう（2025年4月9日）- EAN 4547366731323。
- 〜日向坂で会いましょう〜ポンコツたちを集めましょう（2025年4月9日）- EAN 4547366731330。
- 〜日向坂で会いましょう〜四期生を知ってもらいましょう（2025年4月9日）- EAN 4547366731354。
- 〜日向坂で会いましょう〜宮崎に行きましょう（2025年4月9日）- EAN 4547366731347。
- ひなたフェス2024（2025年5月21日）- EAN 4547366743081、EAN 4547366743098、EAN 4547366743104。
- Behind the scenes of ひなたフェス2024（2025年5月21日）- EAN 4547366743111。

## 出演

### テレビドラマ
- ボーダレス（2021年3月7日 - 5月9日、ひかりTV・ひかりTV for docomo・dTVチャンネル）- 八辻圭 役[65]。
- 声春っ！（2021年4月29日 - 7月1日、日本テレビ）- あずき 役[66]。
- イミコワ考察ミステリー 不気味な答え（テレビ朝日、2023年1）- 神崎美月 役
  - オカルトバスター 事故物件（2023年10月28日）[67][68]
  - オカルトバスター 呪いのピアノ（2023年11月4日）[69][70]
  - オカルトバスター 悪魔召喚（2023年11月11日）[71][72]

### 舞台
- オッドタクシー 金鋼石（ダイヤモンド）は傷つかない（2023年1月25日 - 31日、東京：大手町三井ホール、2月4日・5日、大阪：COOL JAPAN PARK OSAKA TTホール）- 和田垣さくら 役[注 1][26]。

### ネット配信
- ODDTAXI RADIO〜今いい感じなんです〜（2023年1月20日 - 、音泉・YouTube）[73][74]
- 〜舞台「オッドタクシー 金剛石（ダイヤモンド）は傷つかない」上演記念〜 アニメ本編付きリアクション動画 第1話〜第3話（2023年1月20日 - 、dアニメストア・Video Market・クランクイン!ビデオ・music.jp、25日 - 、DMM TV、2月5日 - 、FOD）[75]

### ファッションショー
- GirlsAward
  - Rakuten GirlsAward 2022 SPRING / SUMMER（2022年5月14日、幕張メッセ）[76]
  - Rakuten GirlsAward 2023 SPRING / SUMMER（2023年5月4日、国立代々木競技場第一体育館）[77]
  - Rakuten GirlsAward 2023 AUTUMN / WINTER（2023年9月30日、幕張メッセ）[78]
  - Rakuten GirlsAward 2024 SPRING / SUMMER（2024年5月3日、国立代々木競技場第一体育館）[79]
  - Rakuten GirlsAward 2024 AUTUMN / WINTER（2024年10月19日、幕張メッセ）[80]
  - Rakuten GirlsAward 2025 SPRING / SUMMER（2025年5月3日、国立代々木競技場第一体育館）[81]
- 東京ガールズコレクション
  - マイナビ presents 第28回 東京ガールズコレクション2019 SPRING / SUMMER（2019年3月30日、横浜アリーナ）[82]
  - 第30回 マイナビ 東京ガールズコレクション 2020 SPRING / SUMMER（2020年2月29日、国立代々木競技場第一体育館）[83]
  - 第34回 マイナビ 東京ガールズコレクション 2022 SPRING / SUMMER（2022年3月21日、国立代々木競技場第一体育館）[84]
  - 第35回 マイナビ 東京ガールズコレクション 2022 AUTUMN / WINTER（2022年9月3日、さいたまスーパーアリーナ）[85]
  - oomiya presents TGC WAKAYAMA 2023 by TOKYO GIRLS COLLECTION（2023年2月11日、和歌山ビッグホエール）[86]
  - 第36回 マイナビ 東京ガールズコレクション 2023 SPRING / SUMMER（2023年3月4日、国立代々木競技場第一体育館）[87]

## 書籍

### 雑誌連載
- with（2021年9月28日 - 、講談社）- 専属モデル[9][10]。
- andGIRL（2023年3月7日 - 、主婦の友社）- レギュラーモデル[11]。

### 写真集
- 1st写真集『もしも』（2024年12月3日、主婦の友社）[30][31][32]